# Cichoreacidites igapoensis
«Cichoreacidites» igapoensis (лат.) — вид вымерших цветковых растений из семейства Астровые, росших на территории современной Бразилии с плиоцена по плейстоцен.

## Систематика
Родовое название является неофициальным. Вид считается членом рода Pacourina или Vernonia из трибы Vernonieae.

## Этимология
Видовой эпитет дан в честь испанского «igapo», обозначающего тип ландшафта низких затопляемых пойм рек на Амазонской низменности, покрытых тропическими лесами.

## История изучения
Голотип EF K-50-1/2 и паратип M-21-1/3, представляющие из себя ископаемую пыльцу, были обнаружены на реке Риу-Негру, Бразилия. В 2015 году Сильвейра и Соуза обозначили вид Fenestrites sp. Карлос Д’Аполито, Силана А. Ф. да Силвия-Каминха, Карлос Джарамилло, Родольфо Дино и Эмилио А. А. Соарес описали вид и дали ему современное название в 2018 году.

## Описание
Экзины достигают 8—10 мм в толщину, нексины — 1 мм в толщину, тектум — 1—2 мм в толщину. Колумеллы достигают 6—7 мм в толщину и 1—2 мм в ширину, находится на расстоянии в 1 мм друг от друга. Верхушки колумелл раздваиваются нерегулярно. Стенки достигают 6—10 мм в длину.
Экваториальная длина — 42—45 мм; экваториальная ширина 42—45 мм.